# La Bâtie-Rolland
La Bâtie-Rolland là một xã thuộc tỉnh Drôme trong vùng Auvergne-Rhône-Alpes đông nam nước Pháp. Xã La Bâtie-Rolland nằm ở khu vực có độ cao từ 130-210 mét trên mực nước biển.